# Placówka Straży Granicznej I linii „Gorzyń”

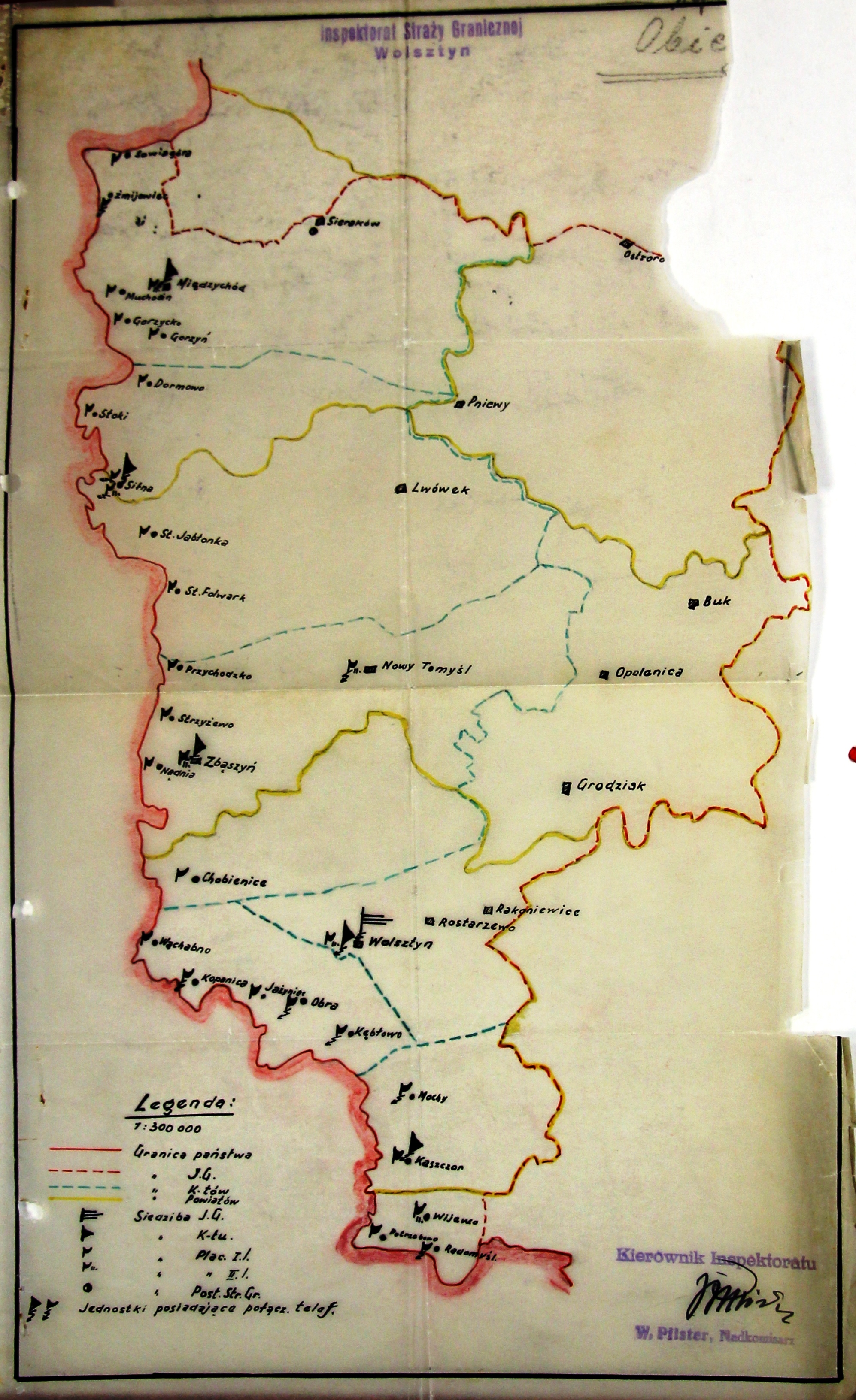
Szkic Inspektoratu Granicznego „Wolsztyn”

Placówka Straży Granicznej I linii „Gorzyń” – jednostka organizacyjna Straży Granicznej pełniąca służbę ochronną na granicy polsko-niemieckiej w okresie międzywojennym.

## Formowanie i zmiany organizacyjne
Rozporządzeniem Prezydenta Rzeczypospolitej Polskiej Ignacego Mościckiego z 22 marca 1928 roku, do ochrony północnej, zachodniej i południowej granicy państwa, a w szczególności do ich ochrony celnej, powoływano z dniem 2 kwietnia 1928 roku  Straż Graniczną.
Do 1928 funkcjonował komisariat „Świechocin” z podkomisariatem „Międzychód”. Już 15 września 1928 dowódca Straży Granicznej rozkazem nr 7  w sprawie organizacji Wielkopolskiego Inspektoratu Okręgowego podpisanym w zastępstwie przez mjr. Wacława Szpilczyńskiego zmieniał miejsce postoju komisariatu Świechocin na  Międzychód. 
Rozkazem nr 11 z 9 stycznia 1930 roku reorganizacji Wielkopolskiego Inspektoratu Okręgowego komendant Straży Granicznej płk Jan Jur-Gorzechowski ustalił numer i nową organizację komisariatu. Placówka Straży Granicznej I linii „Gorzyń” znalazła się w jego strukturze.

## Służba graniczna
Placówka w 1936 roku mieściła się w m. Gorzyń, numer domu 14. Ochraniała odcinek długości 3,2 km.
Sąsiednie placówki:
- placówka Straży Granicznej I linii „Gorzycko Stare” ⇔ placówka Straży Granicznej I linii „Stoki” − 1928

## Kierownicy/dowódcy placówki
| stopień    | imię i nazwisko   | okres pełnienia służby | kolejne stanowisko |
| ---------- | ----------------- | ---------------------- | ------------------ |
| przodownik | Stanisław Tomczak | był w 1932 –           |                    |